# Bundesgericht (Schweiz)

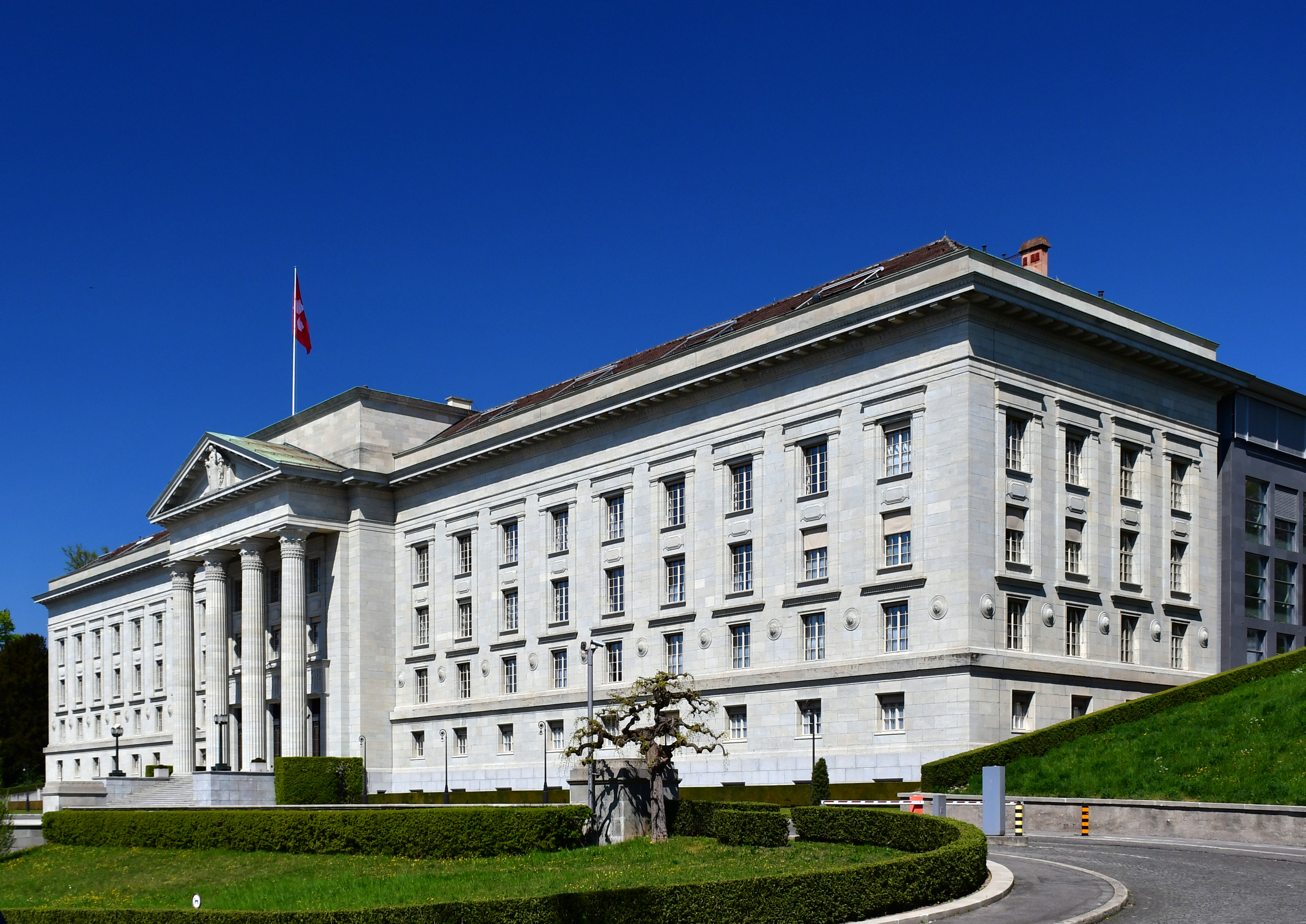
Das Bundesgerichtsgebäude in Lausanne

Das Bundesgericht (BGer; französisch Tribunal fédéral, TF; italienisch Tribunale federale, TF; rätoromanisch Tribunal federalⓘ, TF) ist das oberste Gericht der Schweizerischen Eidgenossenschaft. Als Teil der rechtsprechenden Gewalt (Judikative) gehört es zu einer der drei Staatsgewalten im politischen System der Schweiz.
Das Bundesgericht hat seinen Hauptsitz im Bundesgerichtsgebäude in Lausanne im Kanton Waadt. Zwei der vier öffentlich-rechtlichen Abteilungen des Bundesgerichts befinden sich in Luzern (früher Eidgenössisches Versicherungsgericht als organisatorisch selbständige Sozialversicherungsabteilung des Bundesgerichts). Die Vereinigte Bundesversammlung wählt die Bundesrichter; der amtierende Bundesgerichtspräsident ist François Chaix.
Das Bundesgericht entscheidet als letzte Instanz über Rechtsstreitigkeiten im Zivil- (Einwohner–Einwohner), Verwaltungs- (Einwohner–Staat) und im Strafrecht (Staat–Einwohner), aber auch bei Streitigkeiten zwischen Kantonen oder zwischen Kantonen und dem Bund. Menschenrechtsverletzungen können vor dem Europäischen Gerichtshof für Menschenrechte angefochten werden.
Das Bundesgericht prüft auf Beschwerde von Betroffenen, ob die Vorinstanz das Recht im angefochtenen Urteil richtig angewandt hat. Mit seinen Entscheidungen stellt das Bundesgericht die einheitliche Anwendung des Bundesrechts im ganzen Land sicher. Sie tragen zur Entwicklung des Rechts und zu dessen Anpassung an veränderte Verhältnisse bei. Das Bundesgericht schützt die Rechte des Einwohners, die er gemäss der Bundesverfassung hat. Die anderen Gerichte und die Verwaltungsbehörden orientieren sich an der Rechtsprechung des Bundesgerichts und übernehmen deren Grundsätze.
Das Verfahren vor dem Bundesgericht findet auf dem schriftlichen Weg statt. Eine Gerichtsverhandlung mit Anhörung von Parteien und Zeugen oder Plädoyers der Anwälte gibt es nicht. Vielmehr stützt sich das Bundesgericht für sein Urteil auf den Sachverhalt, wie er von den Vorinstanzen festgestellt wurde, ausser dieser ist besonders fehlerhaft. Kommt das Bundesgericht zum Schluss, dass ein Gericht nicht korrekt entschieden hat, hebt es den angefochtenen Entscheid auf und schickt ihn gegebenenfalls zur neuen Beurteilung an die Vorinstanz zurück.

## Geschichte

### Zeit vor der Gründung des Bundesstaates
Bis ins Jahr 1798 gab es in der damaligen Alten Eidgenossenschaft nur das eidgenössische Recht, das bei Streitigkeiten ein Schiedsverfahren vorsah. Während der Helvetischen Republik von 1798 bis 1803 existierte ein Oberster Gerichtshof, der als Organ des Einheitsstaates diente. In der Mediation bestand wiederum ein Schiedsverfahren, wobei der Landammann der Schweiz die Vermittler bestimmen konnte. Sollte ein Verfahren nicht Früchte tragen, entschied die Tagsatzung. Mittels interkantonaler Konkordate wurde die weitere Ausbildung von Bundesrecht in den Jahren 1815 bis 1848 gefördert. Kriegsereignisse und Wirren in der Bevölkerung liessen jedoch das Bedürfnis nach einer umfassenden Bundesreform aufkeimen. Um aber ein oberstes Gericht über alle Stände hinweg installieren zu können, mussten sie in einem neuzugründenden Bundesstaat vereinigt werden.

### Das erste Bundesgericht

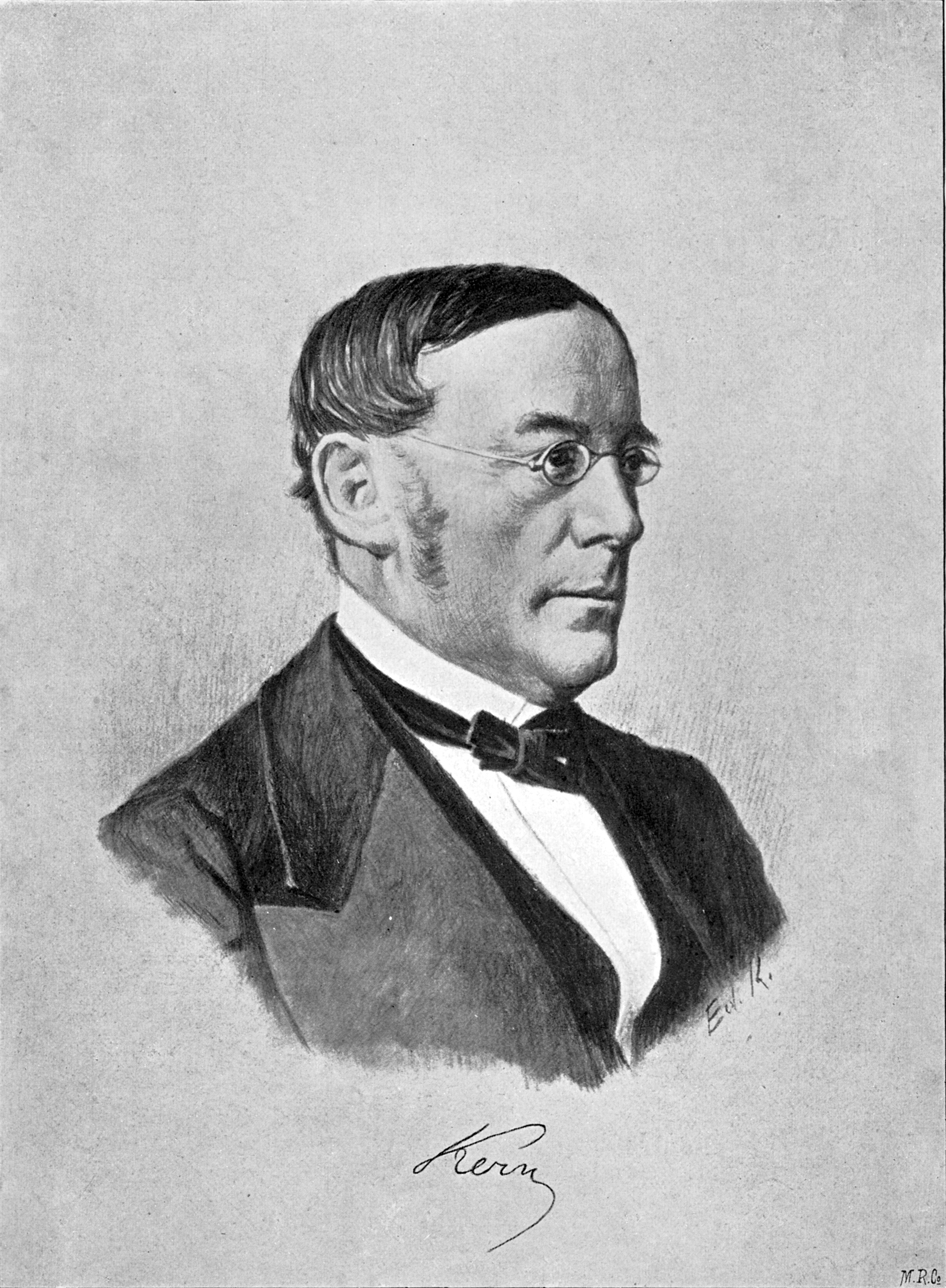
Johann Konrad Kern – der erste Bundesgerichtspräsident

Mit der Gründung des Bundesstaates 1848 und der neuen Bundesverfassung der Schweizerischen Eidgenossenschaft wurden die Grundlagen für den Aufbau eines Bundesgerichts gelegt. Ein Jahr später trat das Bundesgesetz über die Organisation der Bundesrechtspflege (OG) in Kraft. Die Kompetenzen des Gerichts waren zu Beginn stark beschränkt, weil man sich vor einem «Richterkönigtum» beziehungsweise vor einer «Aristokratie der Robe» fürchtete. Es beurteilte daher vorwiegend Streitigkeiten unter den Kantonen sowie zwischen Bund und Kantonen, die nicht in den staatsrechtlichen Bereich fielen, sowie ferner Klagen von Einwohnern gegen den Bund. Damit schuf die Bundesverfassung ein Bundesgericht im eigentlichen Sinne: Es war kein Höchstgericht, das über den kantonalen Gerichtsinstanzen thronte, sondern eine Instanz, die Streitigkeiten zwischen dem Bund und den Gliedstaaten sowie unter den Gliedstaaten entschied.

«Es wird wohl Jedermann damit einverstanden sein, dass bei der endlichen Ausscheidung der Gebiete keine Materien dem Bundesgerichte übergeben werden, in welchen die Rechtsverhältnisse noch schwankend sind; denn es gehört ja nicht zu den Funktionen des Richters, das Recht zu machen, sondern er hat das gegebene Recht nur anzuwenden. Es liegt somit ganz in der Hand der Bundesversammlung, alle Gebiete, wo eine Weiterbildung des öffentlichen Rechtes ihr wünschbar zu sein scheint, bei eigenen Handen zu behalten […].»

Die staatsrechtlichen Belange waren Sache der politischen Behörden. Das Bundesgericht konnte sich mit diesen nur befassen, wenn es von Bundesrat oder Bundesversammlung den Auftrag dazu erhielt. Bundesrat und Bundesversammlung konnten gerichtliche Urteile und kantonale Regierungsakte aufheben. Bei strafrechtlichen Verhandlungen des Bundesgerichts im Zusammenhang mit Delikten gegen den Bund sowie anderen politischen Straftaten (z. B. Hochverrat, Aufruhr und Gewalt gegen Bundesbehörden, Vergehen gegen das Völkerrecht) wurden jeweils Geschworene, sogenannte Bundesassisen, beigezogen.
Das Bundesgericht bestand am Anfang aus einer einzigen Kammer. Gewählt wurden die Mitglieder einschliesslich des Präsidenten von der Vereinigten Bundesversammlung. Die Amtszeit der elf Richter (mit elf Ersatzmännern) dauerte drei Jahre. Die Richter waren alle nach dem Milizprinzip tätig. Sie erhielten ein Taggeld als Entschädigung.
Bundesrichter konnten gleichzeitig Mitglied des Stände- oder Nationalrats sein, was in den allermeisten Fällen der Fall war. In der Regel wurden auch amtierende Parlamentarier zu Bundesrichtern gewählt. Nicht erlaubt war die Wahl eines Mitglieds aus dem Bundesrat oder von diesem gewählter Beamter. Das Bundesgericht hatte keinen festen Sitz; der Bundesgerichtspräsident bestimmte den Sitzungsort von Fall zu Fall. Die Jahresversammlung jedoch fand in Bern statt. Man arbeitete nach dem Prinzip der Unmittelbarkeit und dem Grundsatz der Mündlichkeit.

### Nach der Totalrevision der Verfassung 1874

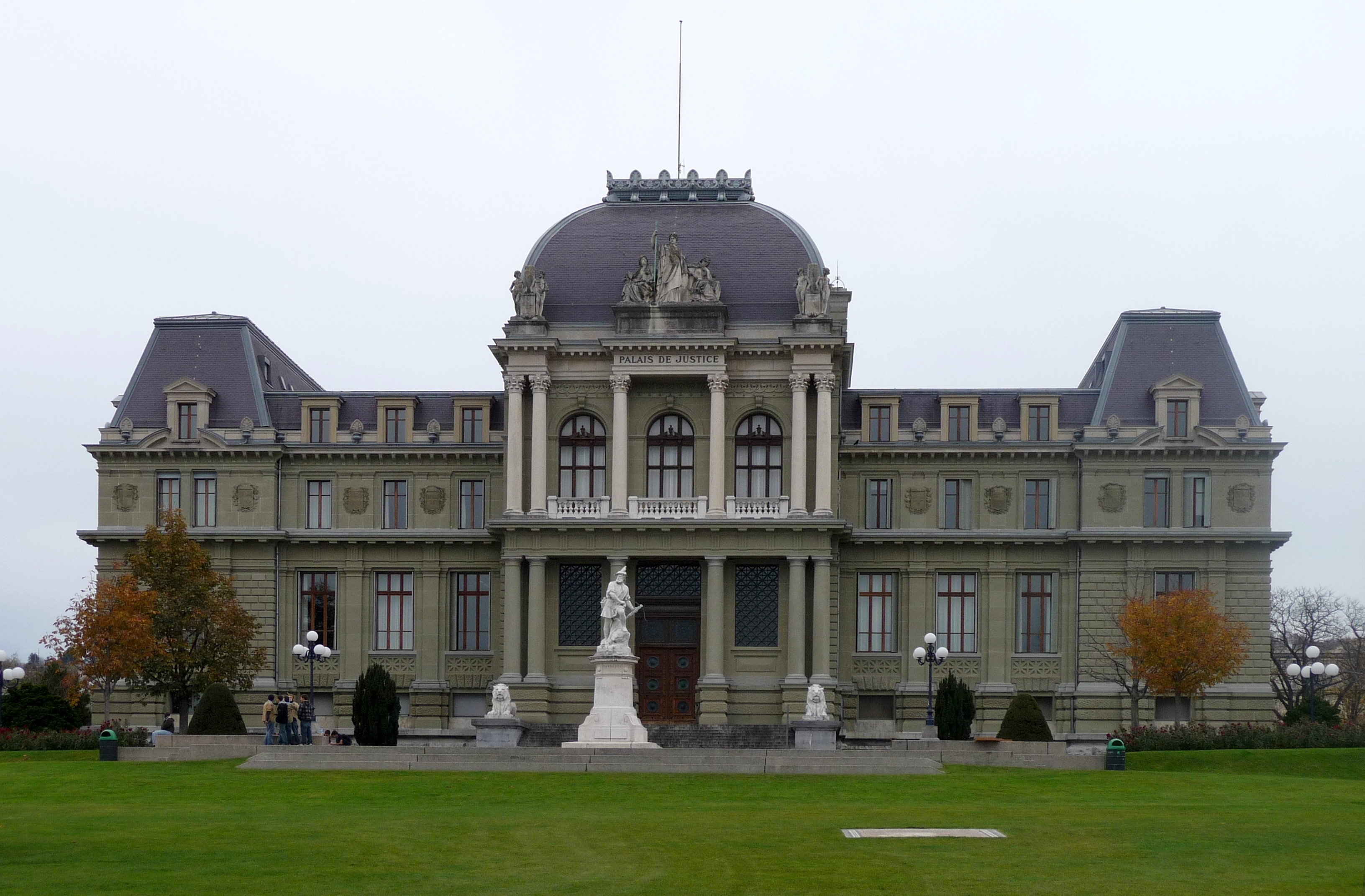
Der Palais de Justice – das erste Bundesgerichtsgebäude

1874 wurde die Bundesverfassung vollkommen erneuert. Im Rahmen dieser Totalrevision wurde das Bundesgericht als ständiger Gerichtshof konstituiert. Damit wurde die Gewaltenteilung verbessert – das Gericht erlangte stärkere Unabhängigkeit –, jedoch noch nicht vollständig verwirklicht. Insbesondere hatte der Bundesrat erhebliche Rechtsprechungskompetenzen. Hingegen wurde die personelle Gewaltenteilung gestärkt: Bundesrichter durften kein weiteres öffentliches Amt innehaben. Weiterhin wählte die Bundesversammlung die Richter; seit 1874 waren es neun Richter und neun Ersatzrichter. Die Amtszeit betrug seither sechs Jahre, Präsident und Vizepräsident wurden für zwei Jahre gewählt. Wählbar war jeder Bürger, der auch in den Nationalrat gewählt werden konnte.
Für den Sitz des Bundesgerichts hatten sich sieben Städte beworben. Noch 1872 hatten die Freisinnigen aus der französischsprachigen Schweiz gegen die Verfassungsänderungen gekämpft; sie erhielten nun von den Befürwortern den Sitz zugesprochen. Das Bundesgericht tagte fortan in Lausanne. Dem Gericht stand anfangs nur ein Arbeitsraum zur Verfügung. Deshalb wurde 1881–1886 ein neues Gebäude unter der Leitung des Architekten Benjamin Recordon errichtet. Das erste Bundesgerichtsgebäude wurde ausserhalb der alten Stadtmauern an der Place de Montbenon unter dem Namen Palais de Justice eingeweiht. Heute befindet sich dort das Bezirksgericht Lausanne.
Das Bundesgericht war Rechtsmittelinstanz für die Anwendung von Bundesrecht, nicht für kantonales Recht. Ob etwa ein Akt der Kantonsregierung ein kantonales Gesetz verletzte, wurde vom Bundesgericht nicht geprüft. Ihm oblag einzig die Prüfung, ob kantonales Recht Bundesrecht verletzt – was so geblieben ist. Neu führte das Gericht auch Beratungen in der Öffentlichkeit aus.
Mit der Einführung des Obligationenrechts (OR) von 1893 wurde die Möglichkeit der Berufung gegeben. Das Bundesgericht konnte aber erst beigezogen werden, wenn sämtliche kantonalen Instanzen durchlaufen wurden. Damit änderte sich das Verständnis des Bundesgerichts: Es war nicht mehr nur blosses Bundesschiedsgericht, sondern ein Appellationshof, der für die einheitliche Auslegung des Rechts sorgte. Seitdem hat das Bundesgericht die Kompetenz zu einer Überprüfung von Rechtsfragen (revisio in iure), ohne dass die Tatsachen erneut begutachtet werden.
In Strafsachen veränderten sich die Zuständigkeiten des Bundesgerichts nicht. Sowohl in straf- als auch in zivilrechtlichen Streitigkeiten war es die Aufgabe des Bundesgerichts, eine einheitliche Rechtsanwendung zu gewährleisten; diesen Erwartungen wurde das Gericht in hohem Masse gerecht. Im Strafrecht verfügte der Bund noch nicht über eine Kompetenz, weshalb die kantonalen Gerichte den Löwenanteil der Strafrechtsfälle entschieden. Die Kriminalkammer des Bundesgerichts urteilte nur über Straftaten gegen die Eidgenossenschaft. Das dem Bundesgericht angegliederte Bundesstrafgericht urteilte über jene Fälle, die nicht in die Kompetenzen eines anderen Gerichts fielen (Art. 125 OG 1893). Schliesslich verfügte das Bundesgericht über einen Kassationshof, bei dem Nichtigkeitsbeschwerde in Strafsachen geführt werden konnte (Art. 145 OG 1893).
Die grössten Veränderungen der Revision von 1874 fanden bei der Staatsrechtspflege statt. Neuerdings beurteilte das Bundesgericht Streitigkeiten zwischen Bund und Kantonen, Konflikte zwischen Kantonen sowie staatsrechtliche Beschwerden (Art. 113 BV 1874); Beschwerden zur Glaubens- und Gewissensfreiheit, Kultus-, Gewerbe- und Niederlassungsfreiheit wurden den politischen Behörden überlassen. Eine Verfassungsgerichtsbarkeit gegenüber Akten der Bundesbehörden existierte nicht und war auch schlechterdings undenkbar. Zum einen hatte der Bund nur wenige Kompetenzen, weshalb von ihm keine grosse Gefahr für die Freiheitsrechte ausging. Zum anderen entsprach es dem Selbstverständnis der liberalen Führungsriege, dass sie – die Liberalen, die sich für Freiheitsrechte eingesetzt hatten – die Rechte der Bürger nicht gefährden würden.
Aufgrund der neuen Aufgaben wurde die Zahl der Richter auf 14 erhöht und das Gericht in eine zivil- und eine staatsrechtliche Kammer aufgeteilt. Im Jahre 1896 kam neu das Betreibungs- und Konkurswesen in die Kompetenz des Bundesgerichts, womit zwei zusätzliche Richter gewählt wurden und eine Schuldbetreibungs- und Konkurskammer eingerichtet wurde.

### 20. Jahrhundert

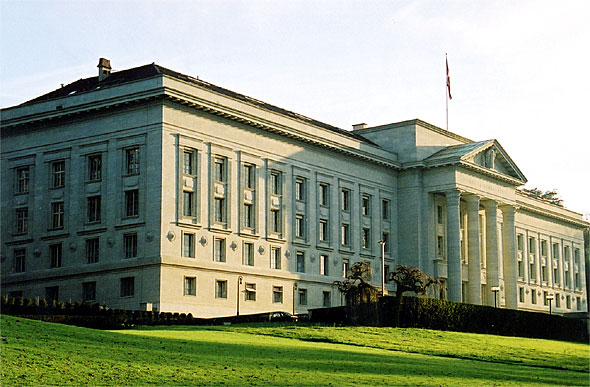
Das heutige Bundesgerichtsgebäude im Stadtpark «Mon Repos»

1904 war es notwendig, die Zahl der Richter von bisher 16 auf 19 zu erhöhen. Mit dem Inkrafttreten des Zivilgesetzbuches (ZGB) 1912 wurde das Gericht zur Berufungsinstanz in sämtlichen zivilrechtlichen Streitigkeiten bestimmt. Somit wurde die Anzahl der Richter wiederum erhöht, diesmal auf 24 Personen. Das Gericht gliederte sich nunmehr in drei Abteilungen: eine staatsrechtliche und zwei zivilrechtliche.
Eine wesentliche Neuerung im 20. Jahrhundert war die Einführung der Verwaltungsgerichtsbarkeit, d. h. der Befugnis, Verwaltungsakte gerichtlich überprüfen zu lassen. Zuvor oblag die Kontrolle der Verwaltung einzig dem Bundesrat. 1928 trat die einschlägige Gesetzesänderung in Kraft. Mit der neu eingeführten Verwaltungsgerichtsbeschwerde konnten gewisse Akte der Bundesverwaltung und des Bundesrates vor dem Bundesgericht angefochten werden. Gerügt werden konnte lediglich eine Verletzung von Bundesrecht. Gegen kantonale Akte stand unverändert die staatsrechtliche Beschwerde zur Verfügung.
Mit dem im Jahr 1917 eingeführten Eidgenössischen Versicherungsgericht schuf der Bundesgesetzgeber ein eigenständiges Berufungsgericht im Bereich des Sozialversicherungsrechts. 2007 wurde das Eidgenössische Versicherungsgericht in das Bundesgericht integriert.
Im Jahre 1942 wurde das neue Strafgesetzbuch eingeführt. Nunmehr war das Bundesgericht, genauer der Kassationshof, jene Instanz, die schweizweit das materielle Strafrecht auslegte und für einheitliche Anwendung sorgte. Per 1. Januar 1975 trat das Verwaltungsstrafrecht in Kraft; die damalige Anklagekammer des Bundesgerichts wurde damit zuständig für Beschwerden gegen Haftverfügungen, die das Fürstliche Landgericht in Vaduz in Zollstrafsachen erlassen hat, da das Zollgesetz auch Anwendung in Liechtenstein fand.
In der zweiten Hälfte des 20. Jahrhunderts anerkannte das Bundesgericht in einer schöpferischen Rechtsprechung ungeschriebene Grundrechte, bestimmte die Schrankentrias als Voraussetzung für Grundrechtseingriffe, anerkannte die indirekte Drittwirkung der Grundrechte und baute die Verfahrensgrundrechte massiv aus. Mit dieser Praxis, die als dessen grösste Leistung angesehen wird, erreichte das Bundesgericht den Zenit seines Einflusses. Mit der fortschreitenden Zentralisierung der Staatsgewalt schwindet die Prüfungsbefugnis des Bundesgerichts. Denn die Verfassung verwehrt dem Gericht, verfassungswidrigen Bundesgesetzen die Anwendung zu versagen.

### Reformen im 21. Jahrhundert
Am 12. März 2000 wurde die Justizreform von Volk und Kantonen angenommen, die dem Bund die Kompetenz zur Vereinheitlichung des Zivil- und Strafprozessrechts gab und jeden Rechtsakte mit der Rechtsweggarantie (Art. 29a BV) einer richterlichen Überprüfung unterwarf. Mit der Justizreform wurden überdies das Bundesstraf- und Bundesverwaltungsgericht eingeführt, die 2004 bzw. 2007 ihre Arbeit aufnahmen. Damit wurde das Bundesgericht von aufwändigen erstinstanzlichen Verfahren entlastet; es entscheidet nunmehr ausschliesslich als Rechtsmittelinstanz (ausser im Klageverfahren). Darüber hinaus wurde das Verfahrensrecht vereinfacht. Nunmehr gab es für die drei Rechtsbereiche je ein Rechtsmittel: die Einheitsbeschwerde. Im Strafrecht gab es die Beschwerde in Strafsachen und im Zivilrecht die Beschwerde in Zivilsachen. Nur im öffentlichen Recht verblieben drei Rechtsbehelfe: Neben die Beschwerde in öffentlich-rechtlichen Angelegenheiten traten die Klage und die Verfassungsbeschwerde.
Die Reform vermochte das Bundesgericht wirksam zu entlasten. Dennoch lassen sich Über- und Fehlbelastungen beobachten. Überbelastet ist das Gericht, weil die Beschwerden in Strafsachen stark zugenommen haben. Die Fehlbelastung resultiert aus zahlreichen Verfahren – insbesondere aufgrund von Verfassungsbeschwerden –, die das Bundesgericht behandelt und für die Praxis und die Rechtsfortbildung kaum von Bedeutung sind. Nach Ansicht gewisser Autoren bestehen ausserdem Rechtsschutzlücken. Genannt wird insbesondere das Asyl- und Ausländerrecht. Denn die einzige gerichtliche Instanz ist in der Regel das Bundes- oder kantonale Verwaltungsgericht.

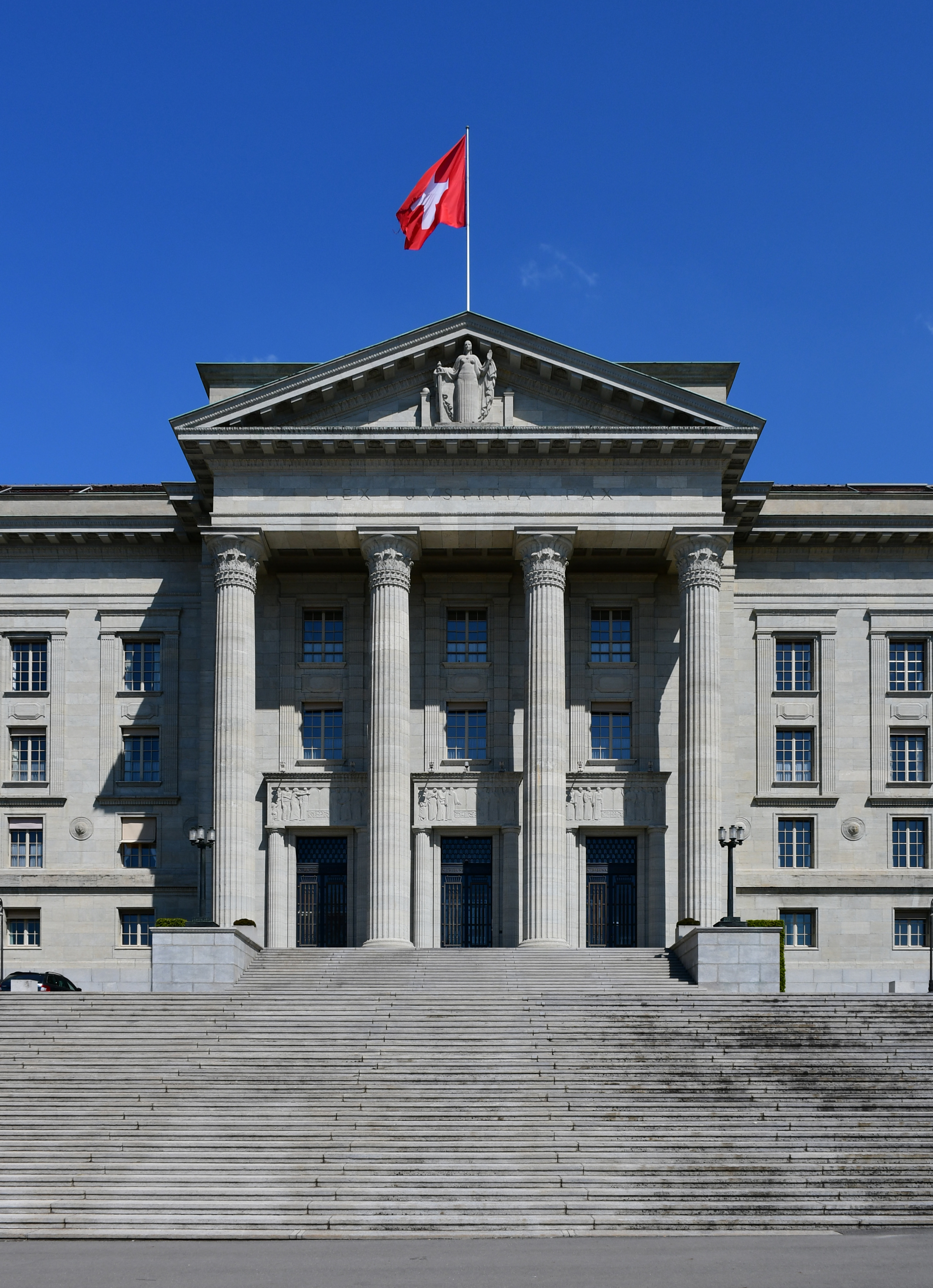
Haupteingang und Freitreppe

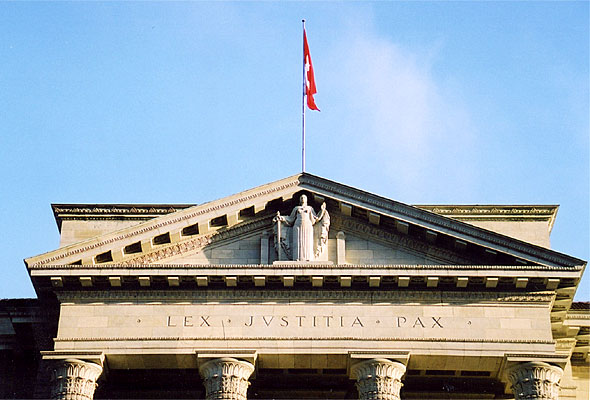
Inschrift «Lex – Justitia – Pax» («Gesetz – Recht – Frieden») über dem Haupteingang, darüber die personifizierte Justitia

## Bedeutung im politischen System der Schweiz

### Verfassungsrechtliche Stellung
Das Bundesgericht ist die oberste rechtsprechende Behörde in der Schweiz (Art. 188 Abs. 1 BV). Damit verkörpert es das höchste Organ der Judikative. Die sehr beschränkten Befugnisse von Bundesrat und Bundesversammlung in der Rechtsprechung tun dem keinen Abbruch. Wenn aber die Bundesversammlung oder der Bundesrat rechtsprechend tätig werden, kann das Bundesgericht nicht einschreiten (Art. 189 Abs. 4 BV). Das Bundesgericht ist das einzige Höchstgericht im Schweizer Rechtssystem. Sofern es angerufen wird, spricht es bei Rechtsstreitigkeiten das letzte Wort; seine Urteile können an keine Gerichtsinstanzen in der Schweiz weitergezogen werden.
Als Spitze der Judikative obliegen dem Bundesgericht zwei spezifische Aufgaben, die es von den anderen eidgenössischen Gerichten unterscheiden. Erstens sorgt es für die richtige und einheitliche Umsetzung des Bundesrechts. Wegen des föderalistischen Systems werden weite Teile des Bundesrechts von den Kantonen gehandhabt (Art. 46 Abs. 1 BV), und zwar sowohl im Bereich des öffentlichen Rechts (Art. 74 Abs. 3 BV) als auch in ausgesprochenem Masse in Zivil- und Strafsachen (Art. 122 und Art. 123 BV). Dadurch wird die Bedeutung der Kantone gestärkt und gewährleistet, dass das Handeln des Staates möglichst orts- und sachnah erfolgt. Bei dieser dezentralen Umsetzung droht aber die Gefahr, dass sich die Praxis von Verwaltung und Gerichten in den einzelnen Kantonen so stark unterscheidet, dass die Einheit des Bundesstaates bedroht ist. Vor diesem Hintergrund ist es die Aufgabe des Bundesgerichts, durch Leiturteile dafür zu sorgen, dass das Bundrecht landesweit gleich und korrekt angewendet wird.
Die zweite wichtige Aufgabe des Bundesgerichts ist es, den Kerngehalt (die Essentialia) der schweizerischen Verfassungsordnung zu schützen. Als Verfassungsgericht gewährleistet das Bundesgericht offene und faire politische Prozesse, sorgt für die Verwirklichung der Grundrechte und die Sicherstellung bundesstaatlicher Einheit.
Wie in kontinentaleuropäischen Rechtsordnungen üblich sind Präjudizien, d. h. die Leiturteile des Bundesgerichts, für die unteren Gerichte nicht verbindlich. Im konkreten Fall, den das Bundesgericht beurteilt, erwächst sein Rechtsspruch in Rechtskraft (Wirkung inter partes). Nach Art. 191c BV ist der Richter nur dem Recht verpflichtet. Will ein Gericht von der bundesgerichtlichen Rechtsprechung abweichen, ist das rechtlich möglich. Faktisch sind die unteren Gerichte indessen an Präjudizien des Bundesgerichts gebunden, denn sie riskieren die Aufhebung ihres Urteils. Ausserdem verlangen die Rechtsgleichheit (Art. 8 BV) und das Willkürverbot (Art. 9 BV), dass die Gerichte in ähnlich gelagerten Fällen gleich entscheiden müssen.

### Einfluss auf die Politikgestaltung
Seit dem Bild des Richters als la bouche de la loi (Montesquieu; wörtlich: der Mund des Gesetzes) oder apolitischen Subsumtionsautomat (Freirechtsbewegung) angesehen wurde, hat sich das Verständnis der Rolle des (Höchst-)Richters weiterentwickelt. Trotz der im internationalen Vergleich schwachen Verfassungsgerichtsbarkeit nimmt das Bundesgericht Einfluss auf die Schweizer Politik. Das geschieht insbesondere durch die Konkretisierung unbestimmter Rechtsbegriffe und Ausfüllung von Gesetzeslücken, die zum Teil dem konkordanzdemokratischen und kompromissorienterten politischen System der Schweiz geschuldet sind. Insbesondere in der Reproduktionsmedizin, der Raumplanung, dem Umweltschutz und der Invalidenversicherung wirkte sich die Rechtsprechung nachhaltig auf die Politikgestaltung aus. Allgemein scheint der Einfluss der Rechtsprechung in Jahren nach grösseren Gesetzesänderungen am grössten zu sein.
Im Bereich des Wahlrechts hatte die Judikatur nachhaltige harmonisierende Wirkung auf die Kantone. In zahlreichen Urteilen setzte es Anforderungen an die kantonalen Proporzwahlsysteme, indem es (natürliche) Sperrklauseln von mehr als 10 % untersagte. Das Bundesgericht strebt in diesen Bereichen eher eine harmonisierend-integrierend als zentralisierende Regelung an: Es sollten schweizweite Mindeststandards aufgestellt werden, ohne dass dem Bund Befugnisse übertragen werden.

## Zuständigkeiten

### Allgemeine Prüfungsbefugnis
Gemäss Art. 95 BGG können beim Bundesgericht nur Rechtsverletzungen gerügt werden (revisio in iure). Demnach ist es nicht befugt, den Sachverhalt zu bestimmen oder die bekannten Fakten eigenständig zu werten. Das ist den Instanzgerichten vorbehalten, bei denen mittels Berufung (Art. 398 Abs. 3 StPO; Art. 310 lit. b ZPO) oder Beschwerde (Art. 393 Abs. 2 StPO; Art. 320 lit. b ZPO) Sachverhaltsrügen möglich sind. Das Bundesgericht prüft den Sachverhalt nur auf Willkür (Art. 97 Abs. 1 BGG). Dafür genügt es nicht, dass der Rechtsakt auf falschen Tatsachen beruht; er muss schlechterdings unhaltbar sein. Das ist, weil Art. 9 BV ein Willkürverbot aufstellt, wiederum eine Rechtsfrage. Das Bundesgericht wendet das Recht von Amtes wegen an (iura novit curia) – nur Grundrechtsverletzungen unterliegen einer Rügepflicht (Art. 106 Abs. 2 BGG).
In der Schweiz wird bei der Prüfungsbefugnis oft von Kognition gesprochen. Unterschieden wird zuweilen zwischen freier Kognition, die das Bundesgericht bei Rechtsfragen im Sinne von Art. 95 BGG hat, und Willkürkognition, die ihm beim Sachverhalt zukommt.
Das Bundesgericht wacht über die Einhaltung des Bundesrechts, zu dem auch das Völkerrecht zählt. Mithin prüft das Bundesgericht nicht, ob ein kantonaler Rechtsakt kantonales Recht verletzt. Dieser Grundsatz gilt nicht, wenn kantonale politische Rechte, kantonale verfassungsmässige Rechte betroffen oder interkantonales Recht betroffen sind (Art. 95 lit. c–e BGG). Die in der Praxis bedeutendste dieser Ausnahmen sind die politischen Rechte, gestützt auf die zahlreiche weitreichende Urteile zum kantonalen Wahlrecht oder den direktdemokratischen Rechten gefällt wurden.

### Verfassungsgerichtsbarkeit
Die wichtigste Funktion der Verfassungsgerichtsbarkeit des Bundesgerichts ist der Schutz der verfassungsmässigen Rechte (namentlich der Grundrechte) der Bürger. Die Kompetenz zur Verfassungsgerichtsbarkeit des Bundesgerichts unterscheidet sich erheblich, ob es um Rechtsakte des Bundes- oder kantonalen Rechts geht. Kantonales Recht prüft das Bundesgericht uneingeschränkt auf die Vereinbarkeit mit Bundesrecht. Mithin kann es kantonale Gesetze und Verordnungen aufheben oder ihnen die Anwendung versagen, wenn sie Bundesrecht zuwiderlaufen. Eine Einschränkung bilden die Kantonsverfassungen: Da die Bundesversammlung die Kantonsverfassungen gewährleistet und sie dabei auf ihre Vereinbarkeit mit Bundesrecht prüft (Art. 51 BV), prüft das Bundesgericht die Bestimmungen des kantonalen Verfassungsrechts nur eingeschränkt. Die abstrakte Normenkontrolle entfällt ganz, die konkrete teilweise.
Die Kontrolle von Bundesgesetzen und -verordnungen auf Vereinbarkeit mit der Bundesverfassung ist erheblich eingeschränkt. Art. 189 Abs. 4 BV sieht vor, dass eine abstrakte Normenkontrolle ausgeschlossen ist. Art. 190 BV «immunisiert» darüber hinaus Bundesgesetze auch vor einer konkreten Normenkontrolle. Bundesgesetze geniessen somit einen Anwendungsvorrang gegenüber der Verfassung. Demgegenüber können Verordnungen von Bundesrat und Bundesversammlung inzident auf ihre Vereinbarkeit mit höherrangigem Recht geprüft werden – die konkrete Normenkontrolle ist also zulässig.
Der Anwendungsvorrang der Bundesgesetze unterliegt seinerseits gewissen Einschränkungen. Eine nach dem Bundesgesetz erlassene Verfassungsbestimmung geht einem entgegenstehenden Bundesgesetz vor. Das gilt jedoch nur, wenn sie unmittelbar anwendbar ist und damit nicht noch einer gesetzlichen Konkretisierung bedarf. Ausserdem dürfen Bundesgesetze, die zwingendes Völkerrecht verletzen, nicht angewendet werden. Schliesslich hat das Völkerrecht Vorrang vor den Bundesgesetzen, der umso stärker bei Menschenrechtsverträgen (hauptsächlich der EMRK) gilt. Weil der Schutzgehalt der EMRK mit demjenigen der Bundesverfassung äquivalent ist – die Bundesverfassung und die EMRK garantieren fast dieselben Rechte –, entsteht so eine «Quasi-Verfassungsgerichtsbarkeit» bei den Grundrechten. So kann das Bundesgericht einem Bundesgesetz nicht die Anwendung versagen, wenn es die Religionsfreiheit nach Art. 15 BV verletzt. Gestützt auf Art. 9 EMRK, der ebenfalls die Religionsfreiheit garantiert und dessen Schutzbereich sich stark mit jenem von Art. 15 BV überschneidet, darf es ein Bundesgesetz, das die Religionsfreiheit verletzt, nicht anwenden.
Art. 190 BV enthält ein Anwendungsgebot, kein Überprüfungsverbot. Dem Bundesgericht ist es nicht untersagt, Kritik an Bundesgesetzen zu üben, was es auch gelegentlich tut. Es ist aber dennoch verpflichtet, das Gesetz anzuwenden.

### Kompetenzen nach Rechtsbereichen

#### Zivilrecht
Das Bundesgericht ist das oberste Rechtsprechungsorgan in zivilrechtlichen Streitigkeiten. Mit Beschwerde in Zivilsachen können Konflikte im gesamten Zivilrecht, einschliesslich des Schuldbetreibungs- und Konkursrechts, ausgetragen werden. Vermögensrechtliche Streitigkeiten werden vor dem Bundesgericht nur ausgefochten, sofern sie einen gewissen Streitwert erreichen (Art. 74 BGG). Die Beschwerde in Zivilsachen ist zulässig gegen Entscheide letzter kantonaler Instanzen, des Bundesverwaltungsgerichts und des Bundespatentgerichts. Das Bundesgerichtsgesetz verlangt dabei einen doppelten kantonalen Instanzenzug. Grundsätzlich müssen, von Ausnahmen abgesehen, die Kantone also zwei Gerichte einrichten: ein Bezirksgericht, das in erster Instanz urteilt, und ein oberes Gericht, bei dem der Rechtsspruch des Bezirksgerichts angefochten werden kann. Diese Vorschrift dient der Entlastung des Bundesgerichts und der Verbesserung des Rechtsschutzes.

#### Strafrecht
Wie auch die Beschwerde in Zivilsachen dient die Beschwerde in Strafsachen der einheitlichen Anwendung des Bundesrechts in der gesamten Schweiz. Anfechtbar sind Urteile des Bundesstrafgerichts und letzter kantonaler Instanzen im Straf- und Strafprozessrecht sowie über den Strafvollzug und das Massnahmenrecht (etwa die Verwahrung). Das Militärstrafrecht kann hingegen nicht Gegenstand der Beschwerde in Strafsachen sein. Im Jahr 2004 wurde das Bundesstrafgericht eingerichtet, um das Bundesgericht zu entlasten. Es führt in erster Instanz Verfahren über jene Straftaten durch, die in den Art. 23 f. StPO festgehalten sind. Über alle anderen Straftaten sprechen die Kantone Recht. Das Bundesstrafgericht ist somit immer die erste Instanz; Urteile letzter kantonaler Gerichte werden direkt beim Bundesgericht angefochten. Das Bundesgerichtsgesetz verlangt ebenfalls für die Beschwerde in Strafsachen einen doppelten Instanzenzug (Art. 80 BGG).

#### Öffentliches Recht
Das Bundesgericht verfügt nicht über eine Generalzuständigkeit im Bereich des öffentlichen Rechts. Etliche Sachbereiche schliessen eine Beschwerde an das Bundesgericht aus (Art. 83 BGG); es ist keine Superrevisionsinstanz wie etwa der US Supreme Court.
Die Beschwerde in öffentlich-rechtlichen Angelegenheiten (Art. 82 ff. BGG) ist die dritte der Einheitsbeschwerden und löste sowohl die Verwaltungsgerichts- als auch die staatsrechtliche Beschwerde ab. Sie ist das bei weitem wichtigste Rechtsmittel in Fragen des öffentlichen Rechts. Anfechtbar sind Urteile letzter kantonaler Instanzen (Art. 82 lit. a i. V. m. Art. 86 Abs. 1 lit. d BGG), kantonale Erlasse (Art. 82 lit. b BGG) und Akte, die die politische Stimmberechtigung der Bürger sowie Volkswahlen und ‑abstimmungen betreffen (Art. 82 lit. c BGG; Stimmrechtsbeschwerde). Ein doppelter kantonaler Instanzenzug wird im Unterschied zu den anderen Einheitsbeschwerden nicht verlangt. Die Kantone können etwa ein Verwaltungsgericht als einzige Instanz in öffentlich-rechtlichen Streitigkeiten einrichten, dessen Urteile an das Bundesgericht weitergezogen werden können.
Sofern die Verletzung verfassungsmässiger Rechte (insbesondere von Grundrechten) gerügt wird und die Beschwerde in öffentlich-rechtlichen Angelegenheiten nicht zur Verfügung steht (Art. 83 BGG), kann zur Verfassungsbeschwerde gegriffen werden. Die Verfassungsbeschwerde ist das subsidiäre Rechtsmittel zur Beschwerde in öffentlich-rechtlichen Angelegenheiten und dient dazu, die Grundrechte möglichst umfassend zu schützen. Sie kann nur gegen Urteile letzter kantonaler Instanzen ergriffen werden (d. h. nicht gegen Urteile des Bundesverwaltungsgerichts). Anders als in der deutschen Rechtsordnung hat die Verfassungsbeschwerde nur eine geringe Bedeutung. Daher gab es Bestrebungen, die Verfassungsbeschwerde abzuschaffen.
Im Verfahren der Klage beurteilt das Bundesgericht als einzige Instanz Streitigkeiten zwischen dem Bund und den Kantonen, darin eingeschlossen sind zivilrechtliche Streitigkeiten.

## Gerichtsorganisation
Das Bundesgericht ist in Leitungsorgane und Spruchkörper gegliedert. Die Leitungsorgane umfassen die Präsidentenkonferenz und die Verwaltungskommission.

### Leitungsorgane

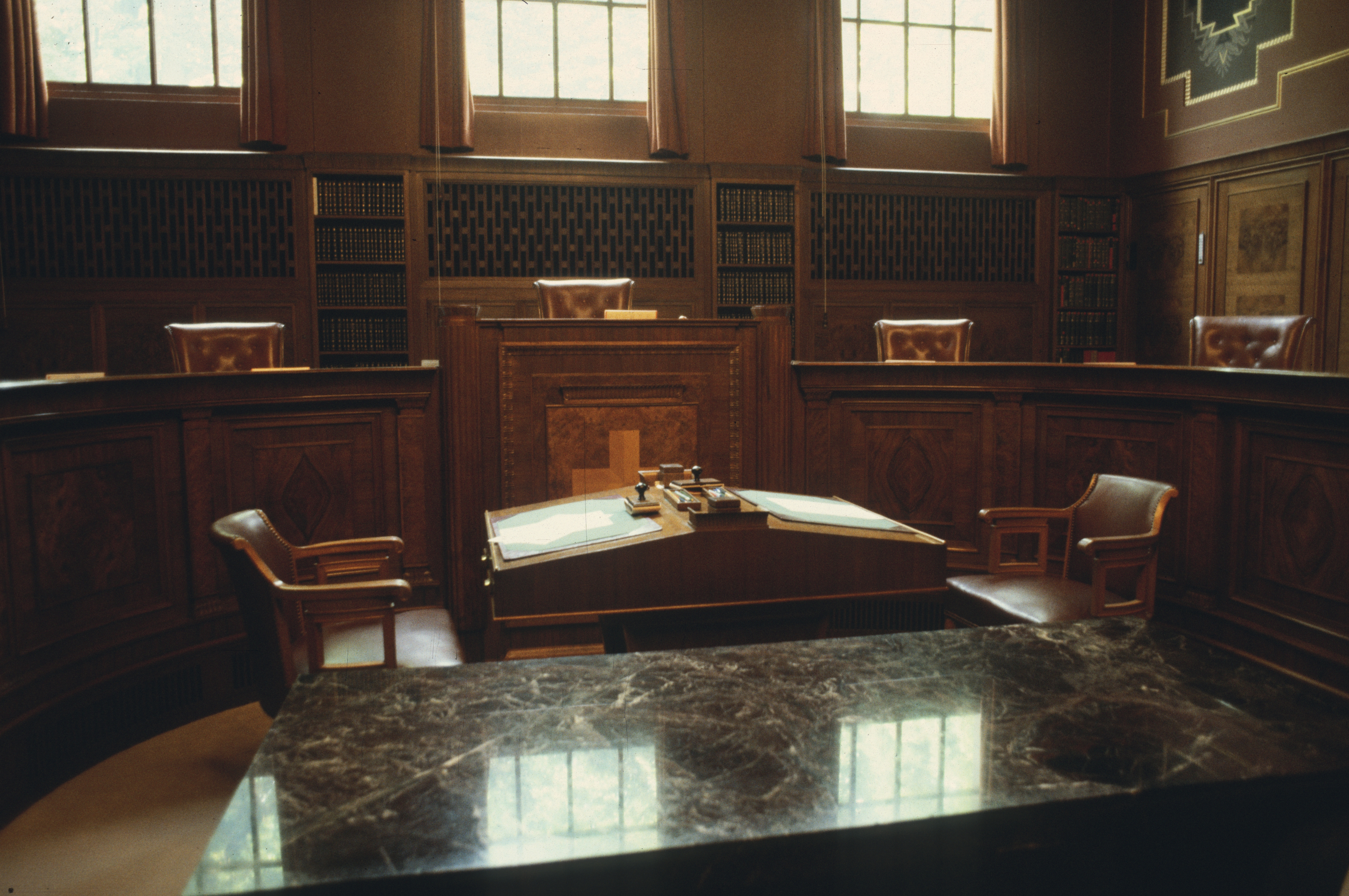
Sitzungssaal der Zweiten zivilrechtlichen Abteilung (Roter Saal)

Alle Präsidenten der acht Abteilungen sind Teil der Präsidentenkonferenz. Das Sekretariat dieser Konferenz führt der Generalsekretär, der beratend an den Sitzungen teilnimmt. Die Konferenz ist zuständig für den Erlass von Weisungen und einheitlichen Regeln für die Gestaltung der Urteile, die Koordination der Rechtsprechung unter den Abteilungen sowie für die Vernehmlassung zu Erlassentwürfen (Art. 16 BGG).

Die Verwaltungskommission setzt sich aus dem Bundesgerichtspräsidenten, dem Vizepräsidenten und einem ordentlichen Richter zusammen (Art. 11 Abs. 1 lit. c BGerR). Die Verwaltungskommission ist unter anderem verantwortlich für die Zuteilung der nebenamtlichen Bundesrichter an die Abteilungen auf Antrag der Präsidentenkonferenz, die Verabschiedung des Voranschlags und der Rechnung zuhanden der Bundesversammlung, die Anstellung von Personal sowie für die Aufsicht über das Bundesstraf- und Bundesverwaltungsgericht (Art. 17 BGG).

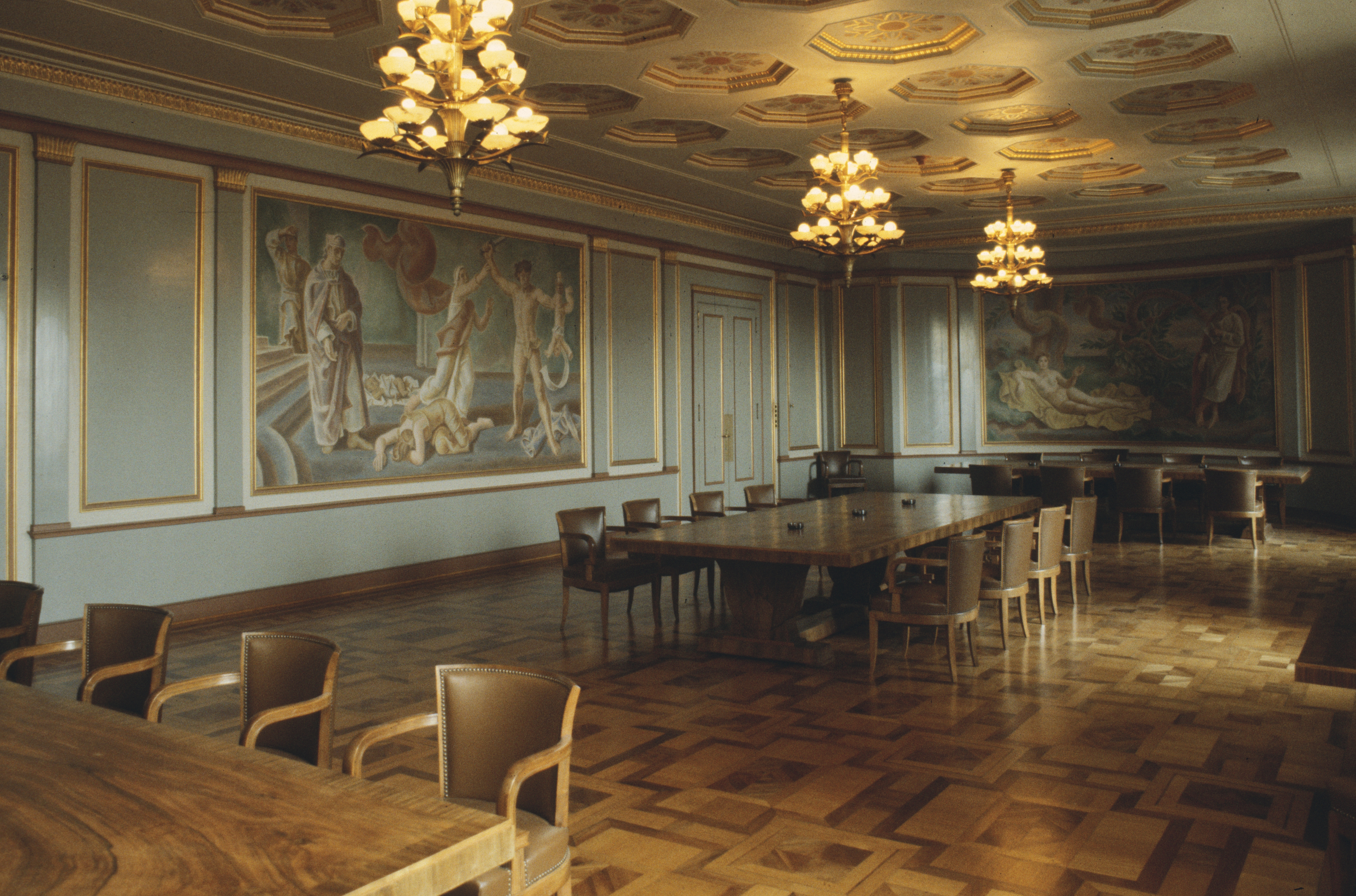
Plenarsaal des Bundesgerichts, in Lausanne (ca. 1990)

### Zuständigkeiten und Spruchkörper

#### Öffentlich-rechtliche Abteilungen
Das Bundesgericht besteht aus vier öffentlich-rechtlichen Abteilungen. Sie beurteilen Fragen des Öffentlichen Rechts, d. h. Fragen, die das Verhältnis des Staates zu den Bürgern betreffen. Die Erste öffentlich-rechtliche Abteilung beurteilt etwa Fälle bezüglich Raumplanung, Umweltschutz: Weiter befasst sich diese Abteilung mit dem grössten Teil der Grundrechtsfälle. Sie beurteilt etwa Fragen zur Rechtsgleichheit, zum Recht auf Leben und persönliche Freiheit, Schutz der Privatsphäre, Recht auf Ehe und Familie, zu den Kommunikationsgrundrechten sowie Verfahrensgarantien.

Der Aufgabenbereich der Zweiten öffentlich-rechtlichen Abteilung umfasst etwa das Ausländerrecht, Teile der Staatshaftung, Subventionen, Konzessionen und Monopole, Verkehr, Post, Landwirtschaft, Jagd und Fischerei, Lotterie und Glücksspiele, Aufsicht über Banken, Versicherer, Börsen, Kartelle und Preisüberwachung, Aussenhandel und freie Berufe. Sofern die Streitsache keinem anderen Rechtsgebiet zugeordnet werden kann, behandelt die Zweite öffentlich-rechtliche Abteilung die Beschwerden zur Glaubens- und Gewissensfreiheit, Wissenschaftsfreiheit, Niederlassungsfreiheit, Wirtschaftsfreiheit sowie Koalitionsfreiheit. 

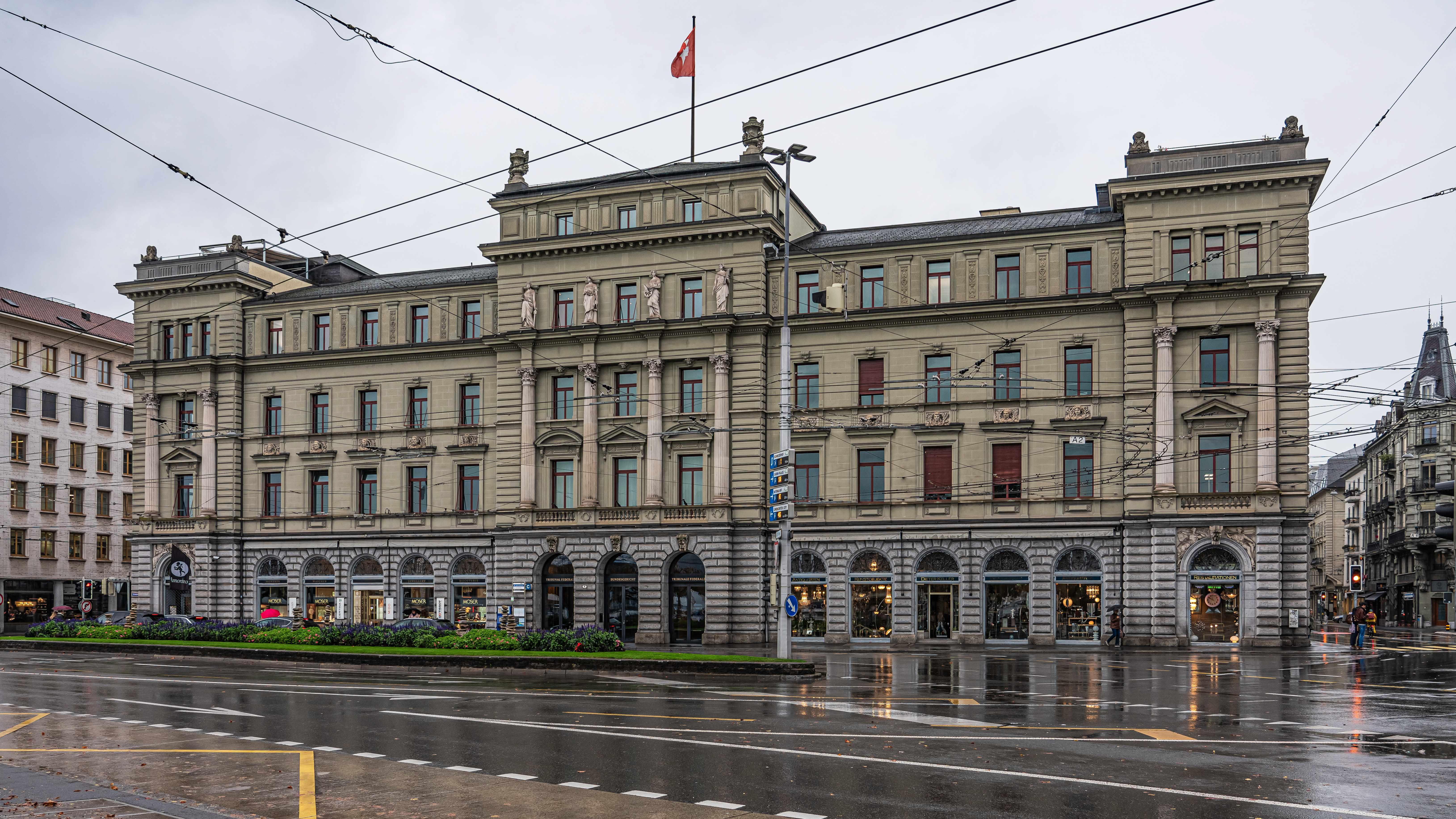
Sitz der Dritten und Vierten öffentlich-rechtlichen Abteilung in Luzern

Die Dritte öffentlich-rechtliche Abteilung (bis 1. Januar 2023: Zweite sozialrechtliche Abteilung) behandelt die Beschwerden zu Steuern und Abgaben, Alters- und Hinterlassenenversicherung, Invalidenversicherung, Erwerbsersatzordnung (einschliesslich Mutterschaftsentschädigung), Krankenversicherung und die berufliche Vorsorge.
Die Vierte öffentlich-rechtliche Abteilung (bis 1. Januar 2023: Erste sozialrechtliche Abteilung mit Standort Luzern) behandelt die Beschwerden zur Invaliden-, Unfall-, Arbeitslosen-, kantonalen Sozialversicherung, Familienzulagen, Sozialhilfe und Hilfe in Notlagen, Militärversicherung, Ergänzungsleistungen und die Überbrückungsleistungen für ältere Arbeitslose.

#### Zivilrechtliche Abteilungen
Das Bundesgericht besteht aus zwei zivilrechtlichen Abteilungen. Die Erste zivilrechtliche Abteilung behandelt auf Klage die zivilrechtlichen Streitigkeiten zwischen Bund und Kantonen oder zwischen Kantonen sowie Beschwerden zum Schuldrecht, Versicherungsvertrag, ausservertraglichen Haftpflichtrecht (auch nach Spezialgesetzen), zur medizinischen Staatshaftung, zum Wettbewerbs- und Immaterialgüterrecht.
Die zweite zivilrechtliche Abteilung behandelt etwa Beschwerden zum Personen-, Familien-, Erb- und Sachen- sowie zum bäuerlichen Bodenrecht, Schuldbetreibungs- und Konkursrecht.

#### Strafrechtliche Abteilungen
Das Bundesgericht besteht aus zwei strafrechtlichen Abteilungen. Die Erste strafrechtliche Abteilung behandelt das materielle Strafrecht (ohne Straf- und Massnahmenvollzug), das Strafprozessrecht (ohne strafprozessuale Zwischenentscheide) und strafprozessuale Endentscheide (ohne Nichtanhandnahmeverfügungen und Verfahrenseinstellungen). Bis zum 30. Juni 2025 kann die Zweite strafrechtliche Abteilung Beschwerden aus dem Zuständigkeitsbereich der Ersten strafrechtlichen Abteilung beurteilen.
Die Zweite strafrechtliche Abteilung behandelt die Entscheide des Straf- und Massnahmenvollzugs, strafprozessuale Zwischenentscheide, Nichtanhandnahmeverfügungen und Verfahrenseinstellungen. Bis zum 30. Juni 2025 kann die Zweite strafrechtliche Abteilung Beschwerden aus dem Zuständigkeitsbereich der Ersten strafrechtlichen Abteilung beurteilen.

#### Rekurskommission
Die Rekurskommission beurteilt Beschwerden nach 1) Art. 10 Abs. 2 Satz 2 des Reglements über die Verwaltungsgebühren des Bundesgerichts und Streitigkeiten betreffend andere Verfügungen des Generalsekretariats über den Kosteneinzug; 2) Art. 28 BGG und Art. 64 dieses Reglements betreffend das Öffentlichkeitsprinzip in der Verwaltung; 3) Art. 16 der Verordnung des Bundesgerichts zum Archivierungsgesetz; 4) Art. 15 der Richtlinien betreffend die Gerichtsberichterstattung am Bundesgericht.

### Dossiernummer
Die Dossiernummer (das Aktenzeichen) beim Bundesgericht setzt sich seit 2007 zusammen aus
- einer Zahl für die Abteilung

1 – I. öffentlich-rechtliche Abteilung
2 – II. öffentlich-rechtliche Abteilung
4 – I. zivilrechtliche Abteilung
5 – II. zivilrechtliche Abteilung
6 – I. strafrechtliche Abteilung (bis 30. Juni 2023 strafrechtliche Abteilung)
7 – II. strafrechtliche Abteilung (seit 1. Juli 2023)
8 – IV. öffentlich-rechtliche Abteilung (bis 2022 I. sozialrechtliche Abteilung)
9 – III. öffentlich-rechtliche Abteilung (bis 2022 II. sozialrechtliche Abteilung)
11–15 – Spezialdossiers
- einem Buchstaben für die Verfahrensart

A – Beschwerde in Zivilsachen
B – Beschwerde in Strafsachen
C – Beschwerde in öffentlich-rechtlichen Angelegenheiten
D – Verfassungsbeschwerde
E – Klage nach Art. 120 BGG
F – Revision
X, Y – Verfügung und Beschwerde nach VwVG
- einer fortlaufenden Nummer nach Unterstrich
- dem Eingangsjahr nach Schrägstrich.

Beispiel: 1C_1/2007
Grundsatzurteile werden auszugsweise vom Bundesgericht in der amtlichen Sammlung (BGE) publiziert.

## Entscheidungsfindung

### Entscheidungsorgane
Das Bundesgericht entscheidet nie als Gesamtgericht, sondern innerhalb der Spruchkörper, d. h. der Abteilungen. Sie entscheiden in der Regel in einer Besetzung mit drei Richtern (Art. 20 Abs. 1 BGG). Über Rechtsfragen von grundsätzlicher Bedeutung oder auf Antrag eines Mitglieds wird in Fünferbesetzung entschieden. Diese ist auch bei Beschwerden gegen einen kantonalen Erlass vorgesehen. Die Entscheidungen der Abteilungen ergehen mit absoluter Mehrheit.
Will eine Abteilung von der Rechtsprechung anderer Abteilungen abweichen, muss sie die betroffenen Abteilungen einbeziehen (Art. 23 BGG). Die Spruchkörper «[führen] weitgehend ein Eigenleben», und das Koordinationsverfahren gemäss Art. 23 BGG wird nur sehr selten angestrengt. Das liegt zum einen an hohen formellen Anforderungen – die Mehrheit der Richter einer Abteilung, d. h. mindestens drei von fünf muss einen Antrag stellen –, zum anderen verlangt es ein hohes Methodenbewusstsein der Richterschaft. Denn das Koordinationsverfahren wird bei Abweichungen von der ratio decidendi (entscheidungserheblichen Ausführungen), nicht bei obiter dicta (nebenbei Gesagtem) angestrengt. Die Missachtung von Art. 23 BGG stellt keinen Revisionsgrund im Sinne von Art. 121 lit. a BGG dar.

### Beratung
Art. 30 Abs. 3 BV und Art. 6 Ziff. 1 EMRK verlangen, dass die Gerichtsverhandlungen und Urteilsverkündungen öffentlich sind. Es ist eine Besonderheit der Schweiz, dass auch die Beratungen, so das Verfahren mündlich stattfindet, öffentlich sind. Nicht nur der Sachverhalt und das Resultat sind öffentlich, sondern ebenfalls die Abstimmungen des Spruchkörpers und der Prozess der Entscheidungsfindung. Im Verlauf der Zeit wurde die öffentliche Beratung beim Bundesgericht immer mehr zur Ausnahme. Das Gericht berät eine Entscheidung in der Regel nur dann mündlich, wenn ein Richter es verlangt; in den übrigen Fällen wird auf dem Zirkulationsweg entschieden (Art. 58 BGG). Weniger als 1 % der Urteile werden mündlich beraten. Die verfassungs- und konventionsrechtlich gebotene Öffentlichkeit der Urteile besteht in den meisten Fällen darin, dass es samt Begründung des Gerichts öffentlich verkündet (nicht aber verlesen) wird.
Am Bundesgericht gibt es keine Möglichkeit, dissenting oder concurring opinions zu verfassen. Begründet wird das – abgesehen von der kontinentaleuropäischen Rechtstradition – insbesondere mit der schwachen Institutionalisierung der richterlichen Unabhängigkeit (siehe unten). Denn dissenting oder concurring opinions ermöglichen es, die Meinungen einzelner Richter zu überprüfen und Profile über das Stimmverhalten anzulegen. Sie könnten in der Schweiz die Problematik verschärfen, dass die Bundesversammlung mittels Druck auf die Richterschaft (etwa Verweigerung der Wiederwahl) versucht, die Rechtsprechung zu beeinflussen.

## Wahl

### Wählbarkeit
Das Bundesgericht besteht aus 35 bis 45 vollamtlichen Richtern (Art. 1 Abs. 3 BGG). Dazu kommen noch die nebenamtlichen Richter. Bei der Wahl der Bundesrichter muss auf sprachliche Ausgewogenheit geachtet werden. Die Bundesversammlung muss gewährleisten, dass alle Regionen in der Schweiz angemessen repräsentiert werden. Um gewählt werden zu können, muss man in der Schweiz stimmberechtigt sein. Eine juristische Ausbildung ist zwar nicht vorgeschrieben. Bis anhin wurden jedoch ausschliesslich juristische Fachpersonen gewählt.
Mitglieder des Bundesgerichts unterliegen keiner Amtszeitbeschränkung. Nach Ablauf der Amtsdauer, die sechs Jahre beträgt, können sie ohne Weiteres wiedergewählt werden. Sie scheiden automatisch am Ende des Jahres aus dem Amt, in dem sie das 68. Lebensjahr vollenden (Art. 9 Abs. 2 BGG).
Sowohl die voll- als auch die nebenamtlichen Richter dürfen nicht zugleich Mitglied des Nationalrats, des Ständerats oder Bundesrates sein (Art. 144 Abs. 1 BV), damit die Gewaltenteilung gewahrt wird. Für die vollamtlichen Richter gilt zudem ein allgemeines Berufsverbot (Art. 144 Abs. 2 BV) und ein Verwandtenausschluss (Art. 8 BGG).

### Wahlverfahren
Die Bundesrichter werden von der Vereinigten Bundesversammlung auf sechs Jahre gewählt. Daher kommt es alle sechs Jahre zu einer Gesamterneuerung des Gerichtes (Art. 135 ParlG). Richter, die sich bei der Gesamterneuerung zur Wiederwahl stellen, werden per Listenwahl bestätigt oder abgewählt. Wer die Wiederwahl verfehlt, kann noch zur Ergänzungswahl antreten (Art. 136 ParlG). Dass ein Richter nicht wiedergewählt wird, kommt jedoch äusserst selten vor; es sind nur vier Fälle einer Abwahl bekannt. Dementsprechend sind Ergänzungswahlen wegen Nichtwiederwahl selten. Deutlich häufiger sind dagegen Ergänzungswahlen aufgrund von Vakanzen.
Für die Vorbereitung der Wahlen ist die Gerichtskommission der Vereinigten Bundesversammlung zuständig. Sie schreibt die offenen Richterstellen aus, hört die Kandidaten an und unterbreitet der Vereinigten Bundesversammlung ihre Wahlvorschläge (Art. 40a ParlG). Neben dieser Kommission kann auch jedes Mitglied und jede Fraktion der Bundesversammlung Wahlvorschläge unterbreiten (Art. 6 Abs. 1 und Art. 62 Abs. 2 ParlG).
Wahlen in das Bundesgericht sind geheim; gewählt ist, wer das absolute Mehr der gültigen Stimmen erreicht (Art. 130, Art. 131 ParlG). Bei Wiederwahlen erhalten die Abgeordneten eine Liste aller Richter, die erneut kandidieren. Sie können Kandidaten streichen, nicht aber neue Namen auf die Liste setzen. Es findet zudem nur ein Wahlgang statt. Bei den Ergänzungswahlen gilt dasselbe Wahlverfahren wie bei Bundesratswahlen, nur dass die Sitze alle auf einmal und nicht nacheinander besetzt werden. Im Unterschied zu den Wiederwahlen können die Listen bei der Ergänzungswahl frei verändert, also auch durch neue Namen ergänzt werden.
Bei den Wahlen befolgt die Bundesversammlung freiwillig einen Parteienproporz. Die Zusammensetzung des Bundesgerichts entspricht weitgehend den parlamentarischen Kräfteverhältnissen. Die Bundesversammlung möchte damit erreichen, dass auch die politischen Richtungen verhältnismässig vertreten werden. Denn das positive Recht überlässt den Richtern grosse Handlungsspielräume in der Interpretation und Auslegung der Gesetzestexte. Dadurch kann nicht ausgeschlossen werden, dass die Haltungen der Rechtsprechenden auf ihre Spruchpraxis abfärben.
Die Vereinigte Bundesversammlung wählt auch den Präsidenten und den Vizepräsidenten des Bundesgerichts für eine Amtsdauer von zwei Jahren (Art. 138 ParlG).

## Unabhängigkeit
Die Bundesverfassung verlangt, dass die Richter unabhängig sind (Art. 191c BV). Sowohl die Spruchkörper als auch die einzelnen Richter sind nur dem Recht verpflichtet; sie sind in ihrer Rechtsprechung keiner Legislativ- oder Exekutivbehörde untergeordnet. Die richterliche Unabhängigkeit verbietet es, dass sich die anderen Bundesbehörden in die Rechtsfindung der Richter einmischen. Die Richter dürfen nicht angewiesen werden, einen Streitgegenstand in einem bestimmten Sinn zu entscheiden. Die anderen Bundesbehörden dürfen weder auf die Spruchpraxis einwirken noch Korrekturen am Urteil vornehmen.
In der Schweiz werden die Bundesrichter durch das Parlament gewählt, was immer wieder zu Kontroversen führt. Im Zentrum steht dabei die Frage, ob die Wahl durch das Parlament die Unabhängigkeit der Richter gefährde. Von verschiedenen Seiten wird gefordert, dass die Wahl durch das Parlament abgeschafft wird und die Richter durch ein unabhängiges Fachgremium gewählt werden. Einen ähnlichen Ansatz verfolgte die Justiz-Initiative, über die Volk und Stände im November 2021 abgestimmt hatten. Die Volksinitiative verlangte, dass die Richter durch das Los gewählt werden sollen, wobei ein Gremium, bestehend aus juristischen Fachpersonen, entscheidet, wer zum Losverfahren zugelassen ist. Dieser Vorschlag fand jedoch keine Mehrheit. Die Kritiker dieser Kooptation wenden zumeist ein, dass einem solchen Organ die demokratische Legitimation fehle, um Entscheidungen derartiger Wichtigkeit treffen zu können. Die parlamentarische Wahl erhöhe sogar die Legitimation des Gerichtes in der Bevölkerung, da es durch die eigenen Vertreter gewählt wird. Weil die richterliche Tätigkeit von grosser politischer Tragweite sein könne, bedürfe sie der demokratischen Legitimation, die im demokratischen Rechtsstaat nach schweizerischem Verständnis allein durch das Volk bzw. durch das vom Volk gewählte Parlament vermittelt werden könne.

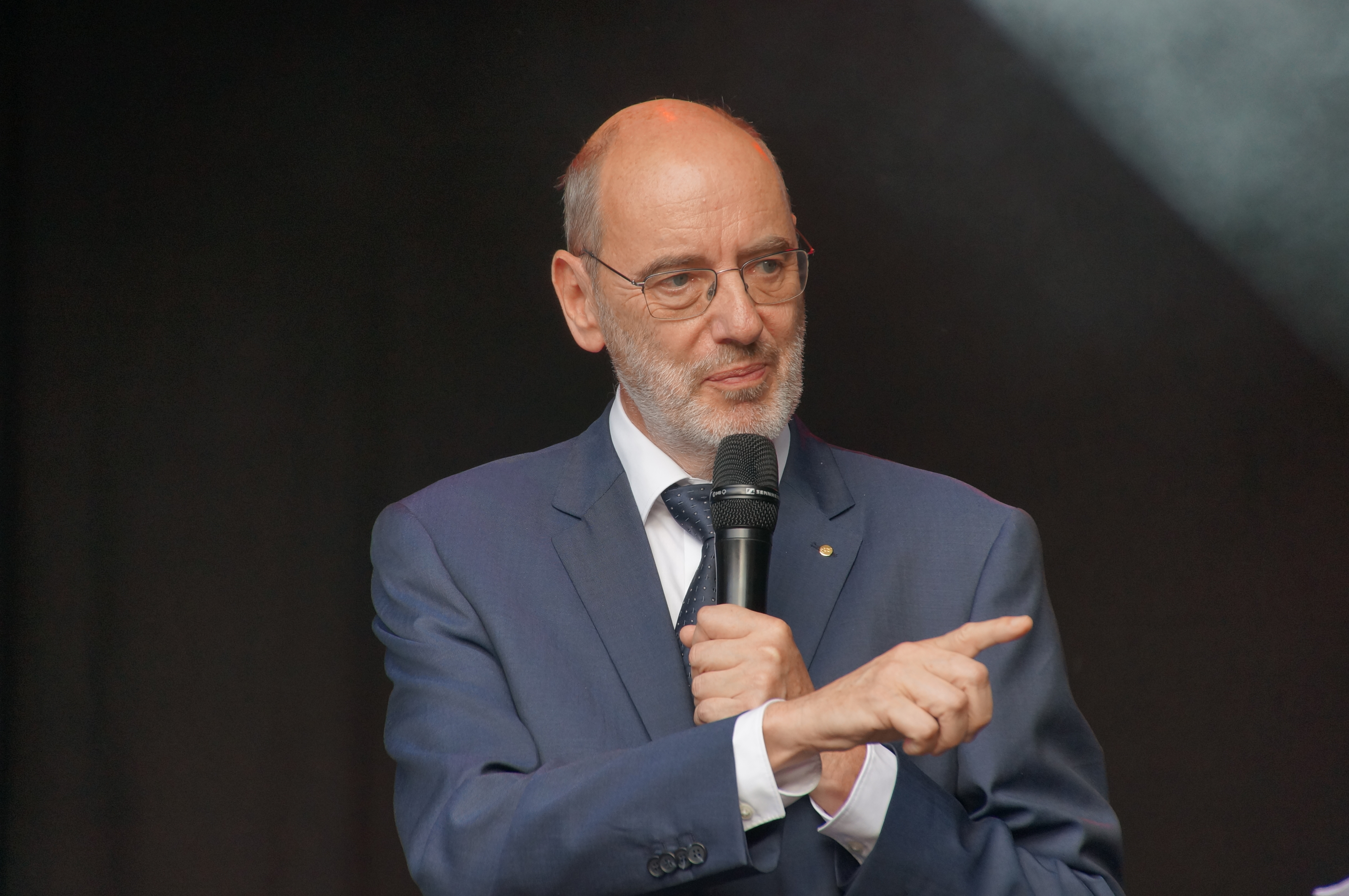
Yves Donzallaz (2023)

Eine Amtszeit der Richter des Bundesgerichts ist auf sechs Jahre begrenzt; sie können sich jedoch wiederwählen lassen. Diese Wiederwahlmöglichkeit wird kritisiert, denn sie ermögliche eine politische Einflussnahme auf die Rechtsprechung. Das wurde z. B. versucht bei den Gesamterneuerungswahlen des Bundesgerichts vom 24. September 2014, als sechs Mitglieder des Bundesgerichts deutlich weniger Stimmen erhielten als die grosse Mehrheit der übrigen Mitglieder. Betroffen waren Mitglieder der II. öffentlich-rechtlichen Abteilung, die ein Urteil gefällt hatte, das aus den Kreisen der Schweizerischen Volkspartei (SVP) heftig kritisiert worden war. Durch die Nichtwiederwahl sollte ein einzelnes Gerichtsurteil kritisiert werden, was gegen das Unabhängigkeitsgebot von Art. 191c BV verstösst. Ausserdem kann das Wahlverfahren zum Versuch einer Disziplinierung einzelner Richter missbraucht werden, wie es der Fall Donzallaz zeigt. Yves Donzallaz war Bundesrichter und Mitglied der SVP, deren Parlamentsfraktion ihn in der Gesamterneuerungswahl vom 23. September 2020 nach Ablauf seiner Amtsdauer nicht mehr wählen wollte, weil sich seine Wertevorstellungen zu weit von jenen der Partei entfernt hätten. Die Vereinigte Bundesversammlung bestätigte ihn jedoch im Amt.
Es gibt verschiedene Vorschläge für eine Reform des Wahlverfahrens. Abgesehen von einem grundsätzlichen Systemwechsel, der das Parlament als Wahlbehörde durch eine Richterwahlbehörde ersetzen würde, werden längere Amtsdauern von neun oder zehn Jahren, wie sie z. B. der EGMR kennt, oder es wird eine Wahl bis zum Erreichen einer Altersgrenze gefordert. Modelle, bei denen die Richter eine lange Amtszeit antreten, finden in der Schweiz jedoch keine Mehrheiten, weil Machtmissbrauch befürchtet wird. Diese Vorschläge verlangen eine Änderung der Bundesverfassung. Ein anderer, nach Ansicht der Autorin auf Gesetzesstufe realisierbarer Reformvorschlag sieht vor, dass Versuche zur politischen Einflussnahme anlässlich der Wiederwahl vereitelt werden, indem eine Nichtwiederwahl nur noch auf Antrag der Gerichtskommission der Vereinigten Bundesversammlung möglich wäre. Dieser Antrag dürfte nur mit schweren Amtspflichtverletzungen oder objektiver Amtsunfähigkeit begründet sein. Würde kein solcher Antrag gestellt, so wäre ein Richter in stiller Wahl wiedergewählt.
Als Beeinträchtigung der richterlichen Unabhängigkeit wird auch kritisiert, dass ein Richter in der Regel einen fixen oder prozentualen Anteil seines Gehalts der politischen Partei, die ihn nominiert hat, als sog. «Mandatssteuer» abgibt. Dieser Kritik wird entgegnet, dass diese Parteibeiträge freiwillig seien. Alle Parteien bestreiten, dass ein Richter, der sich weigert, der Partei Beiträge zu entrichten, Konsequenzen zu befürchten habe. Mit der Änderung vom 18. Juni 2021 des Bundesgesetzes über die politischen Rechte (BPR) wurden die in der Bundesversammlung vertretenen politischen Parteien verpflichtet, im Rahmen der Offenlegung der Parteienfinanzierung auch die Beiträge der einzelnen Mandatsträger jährlich zu deklarieren (Art. 76b Abs. 2 Bst. c BPR). Die Eidgenössische Finanzkontrolle veröffentlichte erstmals für das Jahr 2023 die Beiträge der einzelnen Mitglieder des Bundesgerichts an die Parteien.
Trotz dieser institutionellen Defizite ist die faktische Unabhängigkeit der Richter gewährleistet. Während die Schweiz auf einer Rangliste von 135 Staaten bezüglich der formellen (de iure) Unabhängigkeit auf Platz 106 war, belegte sie bei der realen (de facto) Unabhängigkeit den 17. Platz. Die Gründe für das gute Abschneiden liegen in den langen Amtszeiten (durchschnittlich 20 Jahre), den in den meisten Fällen unproblematischen Wiederwahlen und der sehr guten Ausstattung des Gerichts. Diese Faktoren basieren jedoch letztlich auf Tradition und politischer Kultur. Eine Polarisierung der Politik könnte sich somit stark negativ auf die Unabhängigkeit des Bundesgerichts in der Schweiz auswirken.

## Verhältnis zu europäischen Gerichten

### Europäischer Gerichtshof für Menschenrechte
Mit der Ratifikation der EMRK unterwarf sich die Schweiz der Rechtsprechung des EGMR. Vor dem EGMR können nur Verstösse gegen die EMRK gerügt werden. Er kann nur eine Verletzung der EMRK feststellen und ist nicht befugt, einen innerstaatlichen Akt (ein Gesetz oder ein Urteil) aufzuheben. Seine Urteile verpflichten die Mitgliedstaaten (Art. 46 EMRK). Es sind – anders als beim UN-Menschenrechtsausschuss – nicht blosse Empfehlungen. Die Bindungswirkung seiner Urteil wird in der Schweiz weit gefasst: Das Bundesgericht befolgte etwa ein Urteil des Gerichtshofes, wenngleich es nahelegte, dass er seine Kompetenzen überschritten habe.
Bei der Rezeption der EMRK in der schweizerischen Rechtsordnung kommt dem Bundesgericht eine besondere Rolle zu. Ein Jahr nach dem Inkrafttreten der Konvention stellte es fest, die Garantien der EMRK hätten «ihrer Natur nach einen verfassungsrechtlichen Inhalt».
Wenn der EGMR die Schweiz verurteilt hat, kann vor dem Bundesgericht die Wiederaufnahme des Verfahrens (Revision) verlangt werden (Art. 122 BGG). Das geschah beispielsweise in BGE 124 II 480. Das Bundesgericht hielt darin fest, dass eine innerstaatliche Norm auch dann nicht anwendbar ist, wenn «der Gerichtshof zum Gesetz nicht ausdrücklich Stellung genommen, sondern den individuell-konkreten Anwendungsakt als konventionswidrig bezeichnet hat». Das Gesetz ist indes nur dann nicht anwendbar, wenn Wortlaut und Sinn so klar der Konvention zuwiderlaufen, dass eine EMRK-freundliche Auslegung nicht möglich ist. Der EGMR urteilt meistens Einzelfall-bezogen, selten verurteilt er einen Erlass an sich als konventionswidrig. Oft ist indes unklar, ob das nationale Recht direkt mit der EMRK kollidiert oder nur dessen fehlerhafte Anwendung die EMRK verletzt.
Unbeschadet des grundsätzlich positiven Verhältnisses zwischen den Gerichten hat das Bundesgericht die Praxis des Gerichtshofs kritisiert. Zu Schwierigkeiten führt etwa, dass der Gerichtshof in seinen Urteilen zuweilen einen anderen Sachverhalt beurteilt als das Bundesgericht. Der EGMR richtet regelmässig über den Sachverhalt, wie er sich ihm zum Zeitpunkt der Beschwerde zeigt, wohingegen das Bundesgericht an den Sachverhalt der vorherigen Instanz gebunden ist (Art. 105 Abs. 1 BGG). Das kann zur Folge haben, dass der Gerichtshof die Schweiz aufgrund einer Sachlage verurteilt, die dem Bundesgericht gar nicht vorlag.

### Europäischer Gerichtshof
Die Schweiz ist nicht Mitglied der Europäischen Union, sondern hat über die bilateralen Verträge und das Freihandelsabkommen einen sektoriellen Zugang zum Binnenmarkt. Einen Beitritt zum Europäischen Wirtschaftsraum (EWR) lehnte die Schweiz 1992 ab. Mithin ist die Schweiz nicht dem Europäischen Gerichtshof (EuGH) unterworfen. Dennoch hat dessen Rechtsprechung, die für die Entwicklung des Unionsrechts von nicht zu überschätzender Bedeutung war, grossen Einfluss auf das Schweizer Recht und die Judikatur des Bundesgerichts. So begründete das Bundesgericht den Vorrang des Freizügigkeitsabkommens (FZA) vor dem Schweizer Recht mit den beiden wegweisendsten Urteilen, die der EuGH je gefällt hat: 1963 stellte der Gerichtshof fest, dass das Unionsrecht in den Mitgliedstaaten unmittelbar anwendbar ist und somit dem Individuum Rechte und Pflichten verleihen kann; ein Jahr später begründete er den Vorrang des Unionsrechts vor dem gesamten Recht der Mitgliedstaaten. Das Bundesgericht argumentierte nun, dass in den vom Freizügigkeitsabkommen erfassten Bereichen die Schweiz wie ein Mitgliedstaat integriert sei und somit das FZA ebenfalls in der Schweiz Vorrang haben solle. Das Bundesgericht befolgt denn auch die Auslegung des Gerichtshofs zu Bestimmungen des Unionsrechts, die für das FZA relevant sind, und weicht nur bei Vorliegen triftiger Gründe ab (was höchstselten vorkommt). Im Ergebnis findet eine dynamische Übernahme der EuGH-Rechtsprechung bei den sektoriellen Abkommen statt.
Die Übernahme der Rechtsprechung des Gerichtshofs erfolgt nicht bei allen Abkommen gleich. Das Bundesgericht differenziert. Bei jenen bilateralen Verträgen, die eine stärkere Integration der Schweiz in die Europäische Union vorsehen, übernimmt das Bundesgericht die Rechtsprechung des Gerichtshofs weitgehender als etwa beim Freihandelsabkommen. Letzteres sei «grundsätzlich autonom auszulegen und anzuwenden». Wenngleich also gewisse Begriffe im Freihandelsabkommen identisch oder sehr ähnlich sind mit solchen aus dem Unionsrecht, werden sie ungeachtet der EuGH-Rechtsprechung – mithin «autonom» – zu den Begriffen ausgelegt. Anders präsentiert sich die Situation bei denjenigen Abkommen, die die sektorielle Integration der Schweiz in den Rechtsraum der Union anstreben und zu diesem Zweck auf EU-Recht beruhen. Hier übernehmen die Schweizer Behörden die Praxis des Gerichtshofs zu den Parallelbestimmungen im Unionsrecht. Das trifft auf das Freizügigkeitsabkommen, das Luftverkehrsabkommen, die Schengen/Dublin-Abkommen und das Lugano-Übereinkommen zu.
Das Bundesgericht übernimmt die Rechtsprechung des Gerichtshofs nicht nur im Recht der bilateralen Abkommen. Im Rahmen des autonomen Nachvollzugs rezipiert das Bundesgericht einschlägige Urteile des Gerichtshofs. Etwa im Wettbewerbsrecht, das erheblich vom Unionsrecht durchzogen ist, orientiert sich das Bundesgericht an der europäischen Rechtsprechung zu Art. 102 AEUV. Eine ähnliche Praxis verfolgt das Bundesgericht im Mehrwertsteuerrecht.

## Gerichtsmitglieder und Personal

### Bundesrichter und nebenamtliche Richter
Gemäss Bundesgerichtsgesetz besteht das Bundesgericht aus 35 bis 45 ordentlichen Bundesrichtern sowie aus nebenamtlichen Bundesrichtern, deren Zahl höchstens zwei Drittel der ordentlichen Richter betragen darf. Die genaue Zahl der Richter legt die Bundesversammlung in einer Verordnung fest (Art. 1 BGG).
Am Bundesgericht sind 40 Bundesrichter und 19 nebenamtliche Richter tätig. In welche Abteilung ein Richter eingeteilt wird, liegt in der Kompetenz des Gesamtgerichts. Die Schweizerische Volkspartei stellt elf, die Mitte sieben, die Sozialdemokratische Partei sieben, die FDP.Die Liberalen sechs, die Grüne Partei sechs, die Grünliberale Partei zwei Richter. Ein Richter ist parteilos. Damit entsprechen die Richterplätze der Parteienstärke.
1972 wurde mit Margrith Bigler-Eggenberger erstmals in der Geschichte eine Frau als Ersatzrichterin gewählt. Die gleiche Frau wurde zwei Jahre später (1974) als erste Bundesrichterin gewählt. Siebzehn Jahre nach der Wahl von Bigler wurde die zweite Frau zur Bundesrichterin gewählt. Im Jahr 2025 sind von 40 Richtern 15 Frauen im Amt.

### Aktuelle Bundesrichter
Stand: 6. August 2025
| Name              | gewählt | geboren | Kanton  | Partei |
| ----------------- | ------- | ------- | ------- | ------ |
| François Chaix    | 2011    | 1964    | Genf    | FDP    |
| Stefan Haag *     | 2014    | 1960    | Thurgau | GLP    |
| Lorenz Kneubühler | 2012    | 1965    | Bern    | SP     |
| Laurent Merz      | 2020    | 1964    | Waadt   | Grüne  |
| Thomas Müller     | 2019    | 1964    | Bern    | SVP    |

| Name                    | gewählt | geboren | Kanton   | Partei             |
| ----------------------- | ------- | ------- | -------- | ------------------ |
| Florence Aubry Girardin | 2007    | 1964    | Jura     | Grüne              |
| Yves Donzallaz          | 2008    | 1961    | Freiburg | parteilos (ex SVP) |
| Julia Hänni             | 2019    | 1977    | Bern     | Die Mitte          |
| Matthias Kradolfer      | 2023    | 1985    | Thurgau  | FDP                |
| Marianne Ryter          | 2021    | 1968    | Bern     | SP                 |

| Name                 | gewählt | geboren | Kanton              | Partei    |
| -------------------- | ------- | ------- | ------------------- | --------- |
| Michael Beusch       | 2019    | 1969    | Zürich / St. Gallen | SP        |
| Susanne Bollinger    | 2024    | 1974    | Schaffhausen        | SVP       |
| Margit Moser-Szeless | 2014    | 1971    | Genf / Luzern       | SVP       |
| Francesco Parrino    | 2013    | 1967    | Tessin              | SP        |
| Thomas Stadelmann    | 2009    | 1958    | Luzern              | Die Mitte |

| Name                 | gewählt | geboren | Kanton           | Partei    |
| -------------------- | ------- | ------- | ---------------- | --------- |
| Alexia Heine         | 2012    | 1969    | Luzern           | SVP       |
| Marcel Maillard      | 2008    | 1959    | Freiburg         | Die Mitte |
| Jean Métral          | 2023    | 1973    | Wallis           | Grüne     |
| Karin Scherrer Reber | 2022    | 1970    | Basel-Landschaft | FDP       |
| Daniela Viscione     | 2016    | 1963    | Thurgau / Zürich | SVP       |

| Name                       | gewählt | geboren | Kanton           | Partei    |
| -------------------------- | ------- | ------- | ---------------- | --------- |
| Christian Denys            | 2011    | 1967    | Waadt            | Grüne     |
| Christoph Hurni            | 2020    | 1979    | Bern             | GLP       |
| Christina Kiss             | 2003    | 1960    | Zürich           | FDP       |
| Marie-Chantal May Canellas | 2016    | 1973    | Wallis           | Die Mitte |
| Yves Rüedi                 | 2013    | 1976    | Glarus / Thurgau | SVP       |

| Name               | gewählt | geboren | Kanton | Partei |
| ------------------ | ------- | ------- | ------ | ------ |
| Grégory Bovey      | 2014    | 1973    | Waadt  | FDP    |
| Federica De Rossa  | 2022    | 1974    | Tessin | SP     |
| Stephan Hartmann   | 2021    | 1972    | Aargau | Grüne  |
| Christian Herrmann | 2009    | 1961    | Bern   | SVP    |
| Christian Josi     | 2024    | 1973    | Bern   | SVP    |

| Name                     | gewählt | geboren | Kanton     | Partei    |
| ------------------------ | ------- | ------- | ---------- | --------- |
| Patrick Guidon           | 2024    | 1976    | Graubünden | SVP       |
| Laura Jacquemoud-Rossari | 2007    | 1957    | Genf       | Die Mitte |
| Giuseppe Muschietti      | 2018    | 1964    | Tessin     | FDP       |
| Rolf von Felten          | 2023    | 1971    | Solothurn  | Die Mitte |
| Sandra Wohlhauser        | 2024    | 1975    | Freiburg   | SP        |

| Name                  | gewählt | geboren | Kanton               | Partei    |
| --------------------- | ------- | ------- | -------------------- | --------- |
| Bernard Abrecht       | 2019    | 1966    | Waadt / Bern         | SP        |
| Yann-Eric Hofmann     | 2023    | 1978    | Bern                 | Die Mitte |
| Sonja Koch            | 2019    | 1976    | Aargau               | SVP       |
| Christian Kölz        | 2022    | 1980    | Zürich / Basel-Stadt | Grüne     |
| Beatrice van de Graaf | 2019    | 1971    | Schwyz               | SVP       |

### Der Präsident und der Vizepräsident
Die Wahlkompetenz des Präsidenten und des Vizepräsidenten liegt bei der Bundesversammlung; das Bundesgericht schlägt jeweils eine Person vor. Der Präsident und der Vizepräsident sind für zwei Jahre gewählt und können einmal wiedergewählt werden (Art. 14 BGG).

### Gerichtsschreiber und Personal

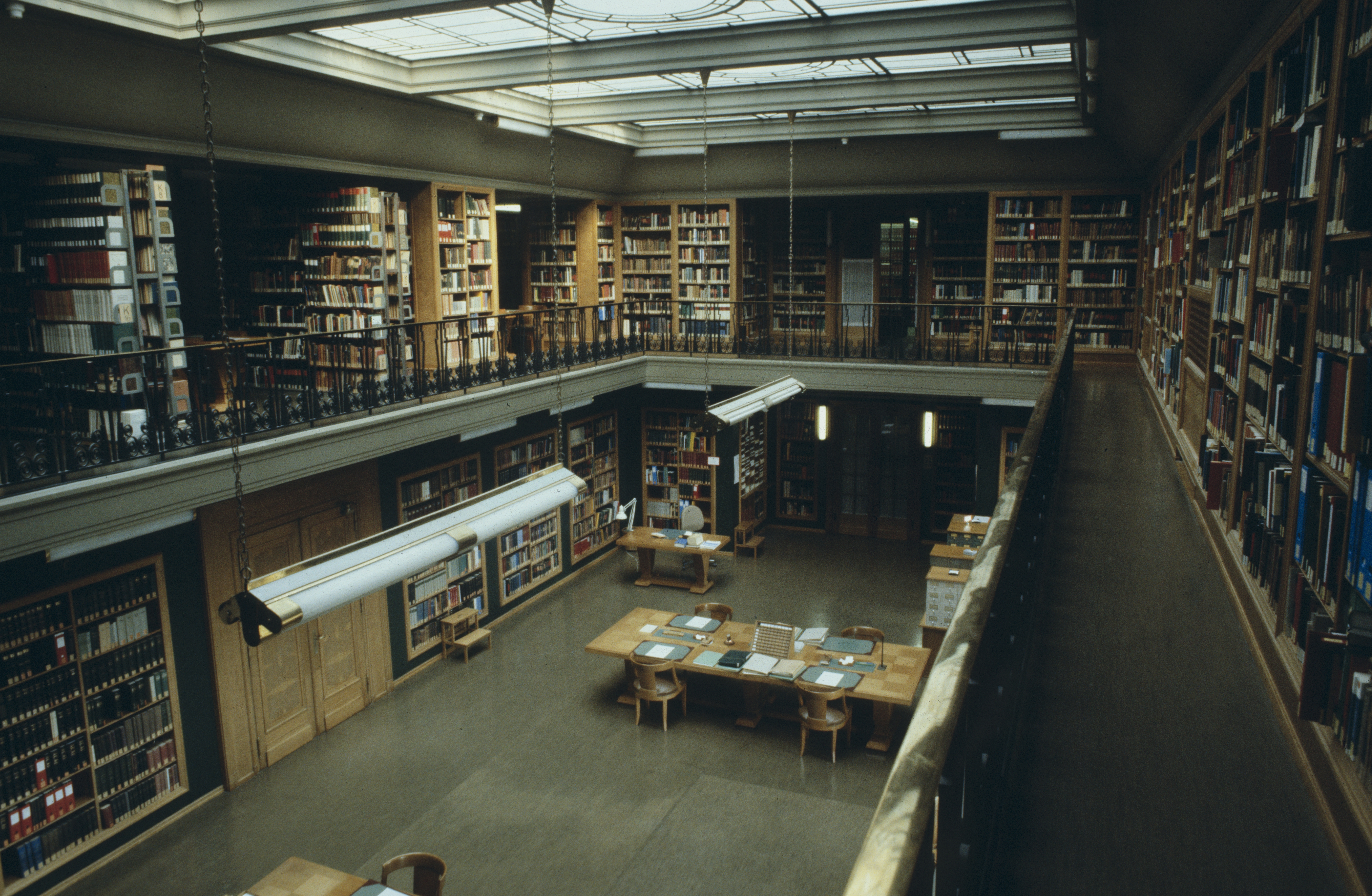
Die Bibliothek des Bundesgerichts in den 1990ern

Den Bundesrichtern stehen rund 175 Gerichtsschreiber zur Seite, die sie bei der Entscheidungsfindung beraten und die Urteile verfassen (Stand 2025). Das Bundesgericht hat rund 200 weitere Mitarbeitende, die in verschiedenen Diensten die logistischen und administrativen Geschäfte erledigen und sich um die Medien- und Öffentlichkeitsarbeit kümmern. Zum Vergleich: Im Jahre 1875 waren zwei Mitarbeiter und neun Ersatzrichter beschäftigt. Sämtliche Bereiche sind dem Generalsekretär unterstellt.

## Informatik
2001 begann die Open-Source-Strategie des Bundesgerichts, im Zuge derer das Bundesgericht eine Software zur Urteilssuche entwickelte. Sie steht in der Kritik vom konkurrierenden Softwareanbieter Weblaw aus Bern, hat aber auch politische und verfassungsrechtliche Diskussionen angestossen. Die Kritiker merkten an, dass sich staatliche Organe mit marktwirtschaftlicher Betätigung zurückhalten sollten, was im Falle eines höchsten Gerichts umso stärker gelte. Probleme könnten sich überdies ergeben, wenn das Bundesgericht wegen seiner Open-Source-Strategie in einen Rechtsstreit gerate.